# Ν

Ni en una letra capital del Etymologicum Magnum (1499).

Ni (según la RAE desde 2001) o ny (en mayúscula Ν, en minúscula ν; llamada en griego antiguo νῦ nû /nŷː/, en griego moderno νι/νυ ni/ny /ni/) es la decimotercera letra del alfabeto griego. Denominada nu, de manera extraordinaria, en el ámbito científico. Debe distinguirse de su derivada en el alfabeto latino N.
En el sistema de numeración griega tiene un valor de 50 (Νʹ).

## Historia
Su nombre antiguo en griego era νυ, con ípsilon, que pierde el sonido final respecto al nombre de la letra fenicia nun (𐤍) de la que procede. En griego moderno su nombre es νι, escrito con iota, como el de la letra mi (Μ).

### Variantes epigráficas
En las fuentes epigráficas arcaicas aparecen las siguientes variantes:

## Uso
La letra minúscula ν se usa como símbolo para:
- Nu, que en física y en química (y en otros campos), representa la frecuencia de una onda.
- Nu, que en física de partículas se usa para denotar a los neutrinos
- Nu, que en mecánica clásica se usa frecuentemente para el coeficiente de Poisson.
- Nu, que en mecánica de fluidos representa la viscosidad cinemática.
- Nu, que en mecánica orbital representa la anomalía verdadera.

## Unicode
- Griego y copto[7]

| Carácter      | Ν                       | Ν                       | ν                     | ν                     | Ⲛ                        | Ⲛ                        | ⲛ                      | ⲛ                      |
| ------------- | ----------------------- | ----------------------- | --------------------- | --------------------- | ------------------------ | ------------------------ | ---------------------- | ---------------------- |
| Unicode       | GREEK CAPITAL LETTER NU | GREEK CAPITAL LETTER NU | GREEK SMALL LETTER NU | GREEK SMALL LETTER NU | COPTIC CAPITAL LETTER NI | COPTIC CAPITAL LETTER NI | COPTIC SMALL LETTER NI | COPTIC SMALL LETTER NI |
| Codificación  | decimal                 | hex                     | decimal               | hex                   | decimal                  | hex                      | decimal                | hex                    |
| Unicode       | 925                     | U+039D                  | 957                   | U+03BD                | 11418                    | U+2C9A                   | 11419                  | U+2C9B                 |
| UTF-8         | 206 157                 | CE 9D                   | 206 189               | CE BD                 | 226 178 154              | E2 B2 9A                 | 226 178 155            | E2 B2 9B               |
| Ref. numérica | &#925;                  | &#x39D;                 | &#957;                | &#x3BD;               | &#11418;                 | &#x2C9A;                 | &#11419;               | &#x2C9B;               |
| Ref. entidad  | &Nu;                    | &Nu;                    | &nu;                  | &nu;                  |                          |                          |                        |                        |
| DOS Greek     | 140                     | 8C                      | 164                   | A4                    |                          |                          |                        |                        |
| DOS Greek-2   | 181                     | B5                      | 231                   | E7                    |                          |                          |                        |                        |
| Windows 1253  | 205                     | CD                      | 237                   | ED                    |                          |                          |                        |                        |
| TeX           |                         |                         | \nu                   | \nu                   |                          |                          |                        |                        |

- Matemáticas

| Carácter      | 𝚴                            | 𝚴                            | 𝛎                          | 𝛎                          | 𝛮                              | 𝛮                              | 𝜈                            | 𝜈                            | 𝜨                                   | 𝜨                                   | 𝝂                                 | 𝝂                                 |
| ------------- | ---------------------------- | ---------------------------- | -------------------------- | -------------------------- | ------------------------------ | ------------------------------ | ---------------------------- | ---------------------------- | ----------------------------------- | ----------------------------------- | --------------------------------- | --------------------------------- |
| Unicode       | MATHEMATICAL BOLD CAPITAL NU | MATHEMATICAL BOLD CAPITAL NU | MATHEMATICAL BOLD SMALL NU | MATHEMATICAL BOLD SMALL NU | MATHEMATICAL ITALIC CAPITAL NU | MATHEMATICAL ITALIC CAPITAL NU | MATHEMATICAL ITALIC SMALL NU | MATHEMATICAL ITALIC SMALL NU | MATHEMATICAL BOLD ITALIC CAPITAL NU | MATHEMATICAL BOLD ITALIC CAPITAL NU | MATHEMATICAL BOLD ITALIC SMALL NU | MATHEMATICAL BOLD ITALIC SMALL NU |
| Codificación  | decimal                      | hex                          | decimal                    | hex                        | decimal                        | hex                            | decimal                      | hex                          | decimal                             | hex                                 | decimal                           | hex                               |
| Unicode       | 120500                       | U+1D6B4                      | 120526                     | U+1D6CE                    | 120558                         | U+1D6EE                        | 120584                       | U+1D708                      | 120616                              | U+1D728                             | 120642                            | U+1D742                           |
| UTF-8         | 240 157 154 180              | F0 9D 9A B4                  | 240 157 155 142            | F0 9D 9B 8E                | 240 157 155 174                | F0 9D 9B AE                    | 240 157 156 136              | F0 9D 9C 88                  | 240 157 156 168                     | F0 9D 9C A8                         | 240 157 157 130                   | F0 9D 9D 82                       |
| Ref. numérica | &#120500;                    | &#x1D6B4;                    | &#120526;                  | &#x1D6CE;                  | &#120558;                      | &#x1D6EE;                      | &#120584;                    | &#x1D708;                    | &#120616;                           | &#x1D728;                           | &#120642;                         | &#x1D742;                         |

| Carácter      | 𝝢                                       | 𝝢                                       | 𝝼                                     | 𝝼                                     | 𝞜                                              | 𝞜                                              | 𝞶                                            | 𝞶                                            |
| ------------- | --------------------------------------- | --------------------------------------- | ------------------------------------- | ------------------------------------- | ---------------------------------------------- | ---------------------------------------------- | -------------------------------------------- | -------------------------------------------- |
| Unicode       | MATHEMATICAL SANS-SERIF BOLD CAPITAL NU | MATHEMATICAL SANS-SERIF BOLD CAPITAL NU | MATHEMATICAL SANS-SERIF BOLD SMALL NU | MATHEMATICAL SANS-SERIF BOLD SMALL NU | MATHEMATICAL SANS-SERIF BOLD ITALIC CAPITAL NU | MATHEMATICAL SANS-SERIF BOLD ITALIC CAPITAL NU | MATHEMATICAL SANS-SERIF BOLD ITALIC SMALL NU | MATHEMATICAL SANS-SERIF BOLD ITALIC SMALL NU |
| Codificación  | decimal                                 | hex                                     | decimal                               | hex                                   | decimal                                        | hex                                            | decimal                                      | hex                                          |
| Unicode       | 120674                                  | U+1D762                                 | 120700                                | U+1D77C                               | 120732                                         | U+1D79C                                        | 120758                                       | U+1D7B6                                      |
| UTF-8         | 240 157 157 162                         | F0 9D 9D A2                             | 240 157 157 188                       | F0 9D 9D BC                           | 240 157 158 156                                | F0 9D 9E 9C                                    | 240 157 158 182                              | F0 9D 9E B6                                  |
| Ref. numérica | &#120674;                               | &#x1D762;                               | &#120700;                             | &#x1D77C;                             | &#120732;                                      | &#x1D79C;                                      | &#120758;                                    | &#x1D7B6;                                    |